# Gesetz der offenen Silbe
Das Gesetz der offenen Silbe (auch Neigung zu steigender Sonorität) ist ein slawisches Lautgesetz. Es bezeichnet die Öffnung von Silben, die durch r und l verschlossen sind. Dies geschieht in den südslawischen und westslawischen Sprachen durch die Liquidametathese (z. B. urslawisch gard, bulgarisch grad). In den ostslawischen Sprachen erfolgt das durch Polnoglasie, d. h. das Auffüllen der Silbe durch einen Vokal (z. B. urslawisch gard, russisch gorod).